# Neocladura delicatula
Neocladura delicatula là một loài ruồi trong họ Limoniidae. Chúng phân bố ở miền Tân bắc.